# Monte Saint-Michel (comuna)
Monte Saint-Michel (en francés Le Mont-Saint-Michel) es una comuna francesa situada en el departamento de Mancha, de la región de Normandía que incluye tanto una porción de territorio continental como el famoso Monte Saint-Michel.
La posición de la comuna, en una isla a pocos cientos de metros de tierra, la hacía accesible con la marea baja para los numerosos peregrinos que acudían a la abadía del mismo nombre, pero defendible, ya que la subida de la marea hacía que los posibles asaltantes quedaran varados, expulsados o ahogados. La isla permaneció invicta durante la guerra de los Cien Años; una pequeña guarnición repelió un ataque total de los ingleses en 1433. Luis XI reconoció los beneficios inversos de su defensa natural y lo convirtió en una prisión. La abadía fue utilizada regularmente como prisión durante el Antiguo Régimen.
El Monte Saint-Michel y su bahía circundante fueron inscritos en la lista de Patrimonio de la Humanidad de la UNESCO en 1979 por su estética única y su importancia como lugar cristiano medieval. Es visitado por más de 3 millones de personas cada año. Más de 60 edificios del municipio están protegidos en Francia como monumentos históricos.

## Demografía
| Gráfica de evolución demográfica de Monte Saint-Michel entre 1800 y 2014 |
|                                                                          |

Los datos demográficos contemplados en este gráfico de la comuna de Monte Saint-Michel se han cogido de 1800 a 1999 de la página francesa EHESS/Cassini, y los demás datos de la página del INSEE.

## Geografía
Está ubicada en el suroeste del departamento de Mancha, a 12 km de Avranches. Su término comprende la isla y una parte continental.

### Formación
Actualmente es una isla mareal rocosa, el Monte ocupaba tierra firme en tiempos prehistóricos. Cuando el nivel del mar subió, la erosión remodeló el paisaje costero, y varios afloramientos de granito surgieron en la bahía, al haber resistido el desgaste del océano mejor que las rocas circundantes. Entre ellos se encuentran Lillemer, el Mont Dol, Tombelaine (la isla situada al norte), y el Monte Tombe, más tarde llamado Monte Saint-Michel.
El Monte Saint-Michel está formado por leucogranito que se solidificó a partir de una intrusión subterránea de magma fundido hace unos 525 millones de años, durante el periodo cámbrico. período, como una de las partes más jóvenes del batolito manceliano. (Los primeros estudios sobre el Monte Saint-Michel realizados por geólogos franceses describen a veces el leucogranito del Monte como "granulita", pero esta acepción granítica de granulita es ahora obsoleta.)
El Monte tiene una circunferencia de unos 960 m (3149,6 pies) y su punto más alto se encuentra a 92 m (301,8 pies) sobre el nivel del mar.

### Mareas
Las mareas son muy variables, con una diferencia aproximada de 14 metros (15,3 yd) entre las marcas de agua más altas y las más bajas. Apodado popularmente como "San Miguel en peligro del mar" por los peregrinos medievales que atravesaban las llanuras, el monte todavía puede suponer peligros para los visitantes que evitan la calzada e intentan la peligrosa caminata a través de las arenas desde la costa vecina.
La polderización y las inundaciones ocasionales han creado praderas de marismas que resultan idóneas para el pastoreo de ovejas. La carne bien sabrosa que resulta de la dieta de las ovejas en el pré salé (prado salado) da lugar al agneau de pré-salé (cordero de prado salado), una especialidad local que puede encontrarse en los menús de los restaurantes que dependen de los ingresos de los numerosos visitantes del monte.

### Isla de las mareas

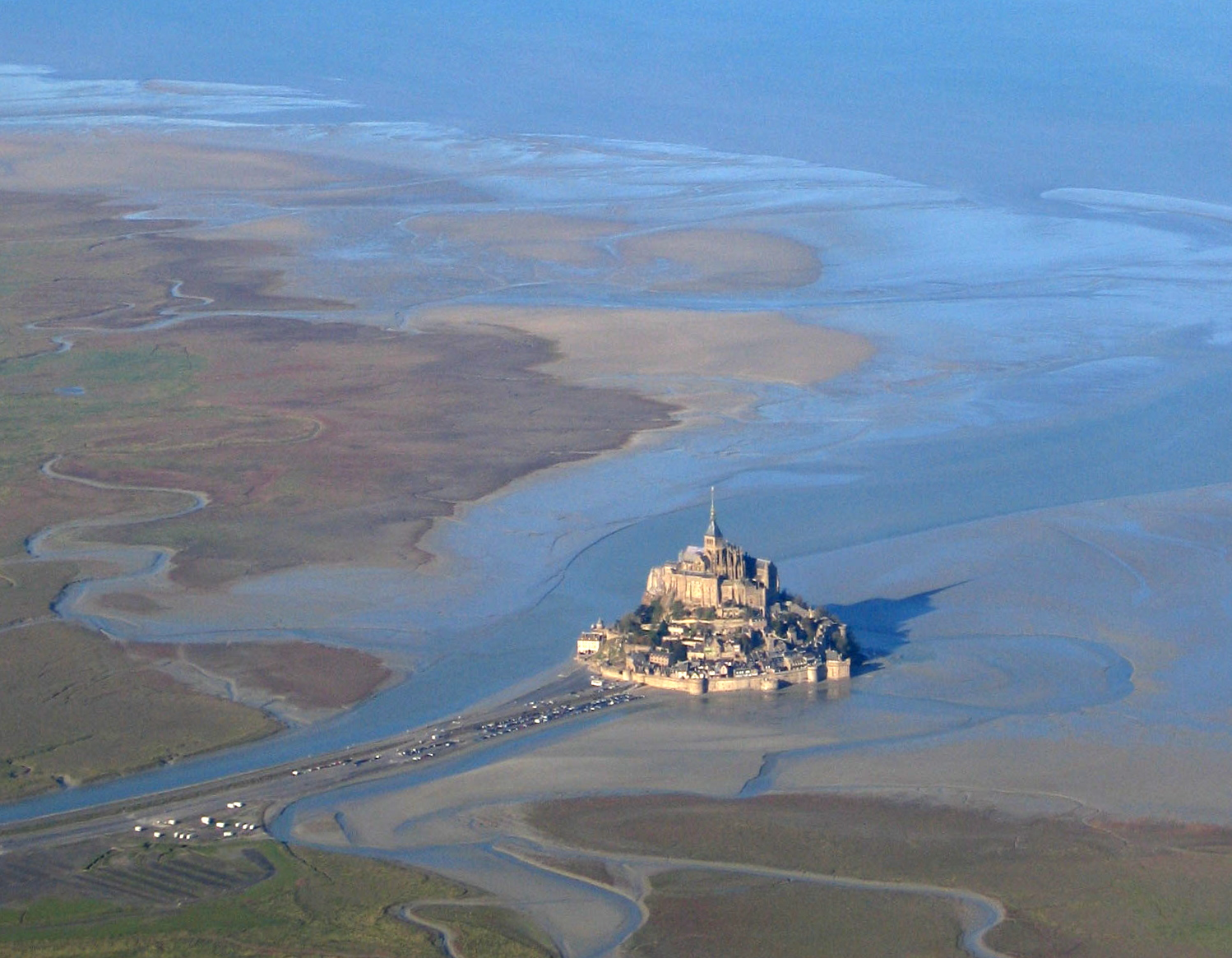
Marea baja en 2005.

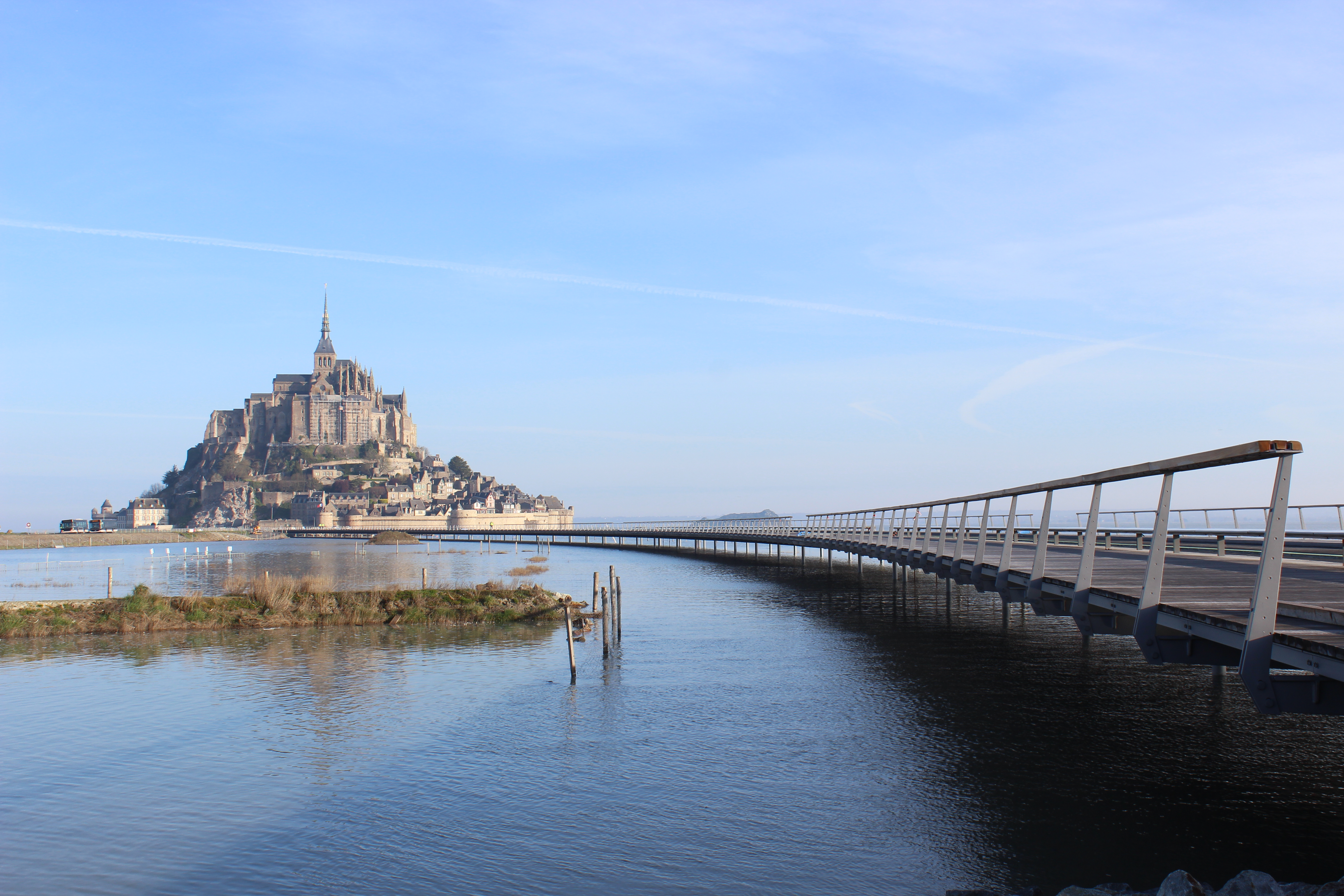
El Monte Saint-Michel en 2014 con el nuevo puente.

La conexión entre el Monte Saint-Michel y el continente ha cambiado a lo largo de los siglos. Antes estaba conectada por una calzada de marea que sólo quedaba al descubierto con la marea baja, pero en 1879 se convirtió en una calzada elevada, lo que impidió que la marea arrastrara el limo alrededor del monte. Las llanuras costeras también han sido pólder para crear pastos, disminuyendo la distancia entre la orilla y la isla, y el Couesnon El río ha sido canalizado, reduciendo la dispersión del flujo de agua. Todos estos factores favorecieron el aterramiento de la bahía.
El 16 de junio de 2006, el primer ministro francés y las autoridades regionales anunciaron un proyecto de 200 millones de euros (Projet Mont-Saint-Michel) para construir una presa hidráulica utilizando las aguas del Couesnon y las mareas para ayudar a eliminar el limo acumulado, y hacer que el Monte Saint-Michel vuelva a ser una isla. La construcción de la presa comenzó en 2009. El proyecto incluye también la supresión de la calzada y de su aparcamiento para visitantes. Desde el 28 de abril de 2012, el nuevo aparcamiento en tierra firme está situado a 2,5 kilómetros (1,6 mi de la isla. Los visitantes pueden cruzar la calzada a pie o en lanzaderas.
El 22 de julio de 2014 se abrió al público el nuevo puente del arquitecto Dietmar Feichtinger. El puente ligero permite que las aguas fluyan libremente alrededor de la isla y mejora la eficacia de la presa, que ya está en funcionamiento. El proyecto, que costó 209 millones de euros, fue inaugurado oficialmente por el presidente François Hollande.
En raras ocasiones, las circunstancias de las mareas producen una "supermarea" extremadamente alta. El 21 de marzo de 2015, el puente nuevo quedó completamente sumergido por el nivel más alto del mar, en un espectáculo que se produce una vez en 18 años, mientras la multitud se reunía para hacer fotos.

## Historia
El Monte Saint-Michel fue utilizado en los siglos VI y VII como un bastión Armórica de la cultura y el poder galorromano hasta que fue saqueado por los francos, acabando así con la cultura trans-canal que se había mantenido desde la salida de la Galia Romana en 460.[cita requerida] Desde aproximadamente el siglo V hasta el VIII, el Monte Saint-Michel perteneció al territorio de Neustria y, a principios del siglo IX, era un lugar importante en las Marcas de Neustria.

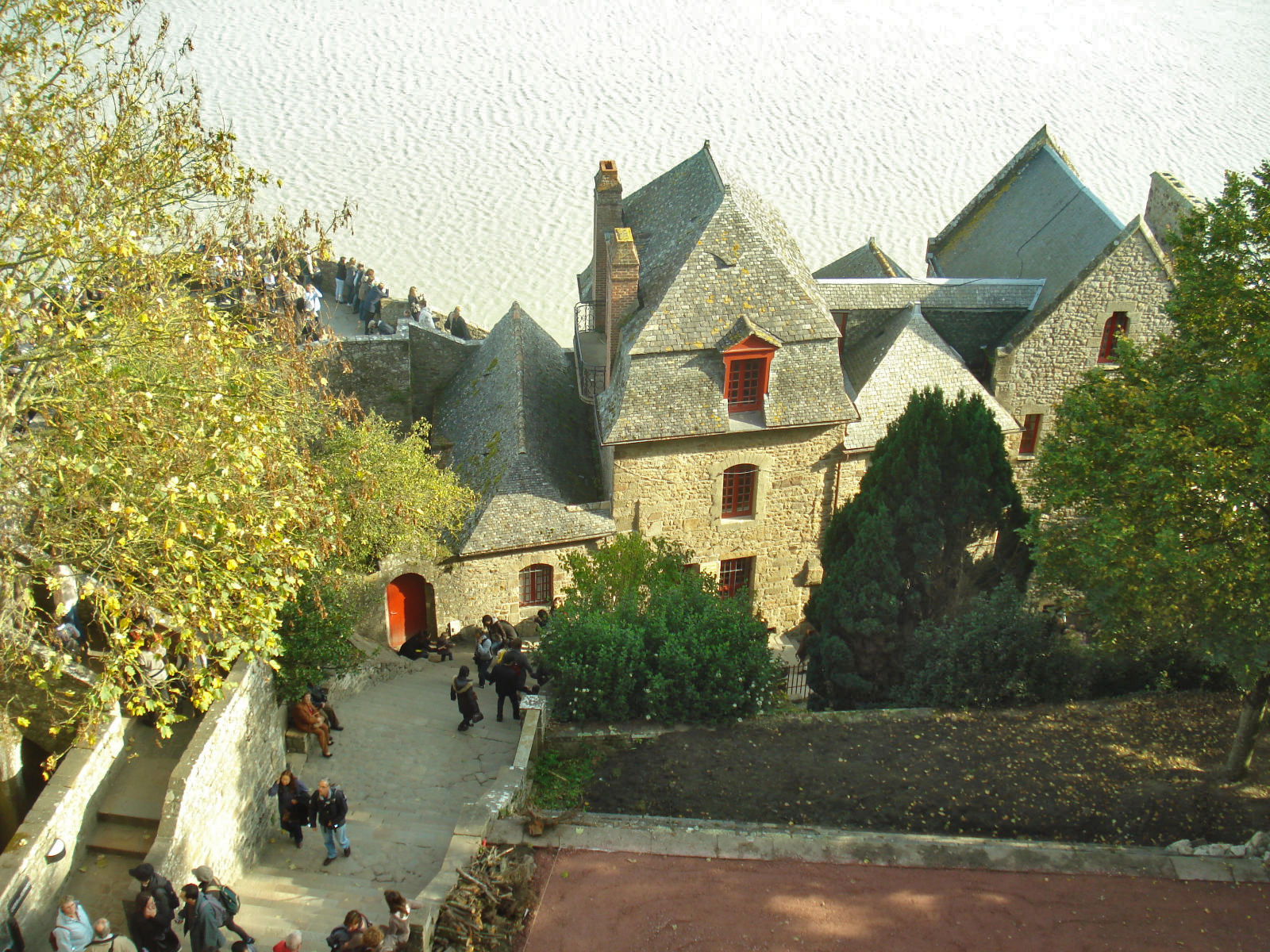
Dentro de los muros del Monte Saint-Michel.

Antes de la construcción del primer establecimiento monástico en el siglo VIII, la isla se llamaba Mont Tombe (en latín: tumba). Según una leyenda, el arcángel Miguel se le apareció en el año 708 a Aubert de Avranches, el obispo de Avranches, y le indicó que construyera una iglesia en el islote rocoso.
Incapaz de defender su reino contra los asaltos de los vikingos, el rey de los francos aceptó conceder la península de Cotentin y el Avranchin, incluido el Monte Saint-Michel tradicionalmente vinculado a la ciudad de Avranches, a los bretones en el Tratado de Compiègne (867). Esto marcó el inicio de un breve período de posesión bretona del Monte. De hecho, estas tierras y el Monte Saint-Michel nunca estuvieron realmente incluidos en el ducado de Bretaña y siguieron siendo obispados independientes del recién creado arzobispado bretón de Dol. Cuando Hrolf Ganger confirmó a Franco como arzobispo de Ruán, estas dependencias tradicionales del arzobispado de Ruán se mantuvieron en él.
El monte volvió a cobrar importancia estratégica en 933, cuando Guillermo I Espada Larga se anexionó la península de Cotentin del debilitado Ducado de Bretaña. Esto hizo que el monte formara parte definitivamente del Normandía, y está representado en el Tapiz de Bayeux, que conmemora la conquista normanda de Inglaterra de 1066. Harold Godwinson aparece en el tapiz rescatando a dos caballeros normandos de las arenas movedizas en las marismas durante una batalla con Conan II, duque de Bretaña. El mecenazgo ducal normando financió la espectacular arquitectura normanda de la abadía en los siglos posteriores.

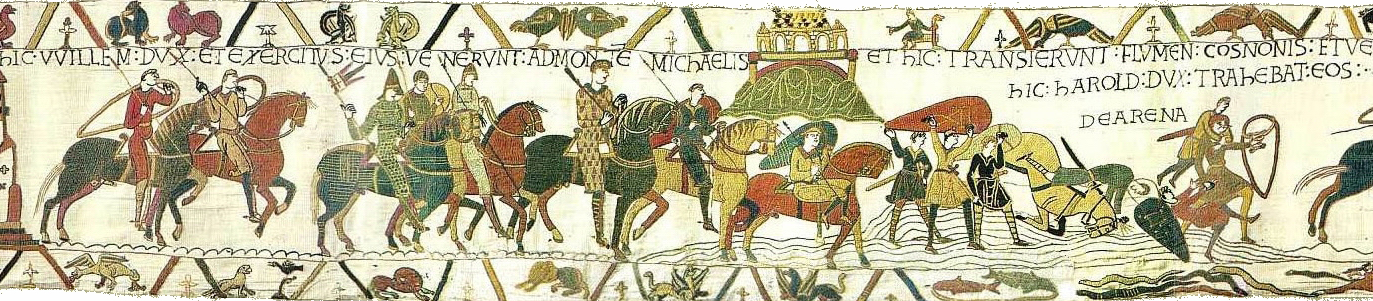
Escenas 16 y 17 del Tapiz de Bayeux: Guillermo y Harold en el Monte Saint-Michel (en el centro superior); Harold rescatando a los caballeros de las arenas movedizas.

En 1067, el monasterio del Monte Saint-Michel dio su apoyo a Guillermo el Conquistador en su pretensión al trono de Inglaterra. Éste lo recompensó con propiedades y terrenos en el lado inglés del Canal de la Mancha, incluyendo una pequeña isla en la costa suroeste de Cornualles que fue modelada según el Monte y se convirtió en un priorato normando llamado Monte de San Miguel de Penzance.
Durante la guerra de los Cien Años, el Reino de Inglaterra realizó repetidos asaltos a la isla, pero no pudo tomarla debido a la mejora de las fortificaciones de la abadía. Los ingleses asediaron inicialmente el Monte en 1423-24, y luego de nuevo en 1433-34 con fuerzas inglesas bajo el mando de Thomas de Scales, 7.º barón de Scales. Dos bombardas de hierro forjado que Scales abandonó cuando renunció a su asedio siguen en el lugar. Se conocen como les Michelettes. La decidida resistencia del Monte Saint-Michel inspiró a los franceses, especialmente a Juana de Arco.
Cuando Luis XI de Francia fundó la Orden de San Miguel en 1469, pretendía que la iglesia abacial del Monte Saint-Michel se convirtiera en la capilla de la Orden, pero debido a su gran distancia de París, su intención nunca pudo llevarse a cabo.

## Economía
El Mont-Saint-Michel “perteneció” durante mucho tiempo a unas pocas familias, que compartían los negocios del municipio y asumían la administración del pueblo. De hecho, el turismo es la principal, e incluso casi la única, fuente de ingresos del municipio, a pesar de la agricultura en los pólderes. Hay una cincuentena de comercios para 2,5 millones de turistas, mientras que sólo 25 personas duermen cada noche en la montaña (monjes incluidos), excepto en los hoteles. Aún hoy, una decena de familias comparten los principales establecimientos de la localidad:
- Éric Vannier, propietario del grupo Mère Poulard (propietario de la mitad de los restaurantes, tiendas y hoteles de la ciudad intra y extramuros, además de tres museos);
- Patrick Gaulois, exconcejal, hotelero y restaurador intramuros (y en Saint-Malo);
- varias familias de Mons que controlan Sodetour (cinco hoteles, un supermercado y comercios, todos ellos extramuros, incluido el Mercure La Caserne, que se beneficia de la afluencia de turistas en el marco del Proyecto Saint-Michel y recibe el sobrenombre de "Las Vegas por sus llamativos carteles[16]) .

La comuna Mont Saint-Michel está nombrada “comuna turística” desde agosto de 2009.
Al igual que otros lugares que pueden requerir una regulación de los flujos turísticos, el sitio es víctima de su éxito y del exceso de turismo. En el verano de 2019, la policía tuvo que relevar a 25.000 personas por día, lo que llevó a Yan Galton, alcalde de la ciudad, a querer “hacer turística la bahía” y no sólo el lugar. Para Jean-François Rial, director general de Voyageurs du monde y presidente de la oficina de turismo de París, es “uno de los peores ejemplos de Francia” y “una buena solución” es ir a Cancale para mirar desde lejos". Jacques Bono, el alcalde siguiente, mantuvo esta política creyendo que el Mont Saint-Michel debe seguir siendo "una comuna, con libertad de circulación" y subrayó que los turistas vienen a menudo de muy lejos sin reservas.